# Campeonato Argentino de Rally Cross Country
El Campeonato Argentino de Rally Cross Country (CARCC) es la competición de rally más importante que se realiza en Argentina, organizada por el Automóvil Club Argentino (ACA), con el patrocinio de la Federación Internacional del Automóvil (FIA) y que se disputa anualmente. La competición está integrada por un número variable de fechas, de las cuales la más importante es el Desafío Ruta 40.
La competencia establece categorías diferentes para autos, motos, cuatriciclos y desde 2016 también camiones. La primera edición se realizó en 2009. La competición incluye entre los premios la inscripción al Rally Dakar.

## Historia
En 2009 se realizó la primera edición del CARCC. En 2013 se realizó en cinco fechas, en 2014 en cuatro fechas, y en 2015 en tres fechas.

## Campeones

### 2012
En 2012 los campeones fueron:
- Autos General: Orlando Terranova (BMW X3CC)
- Autos T1 Diésel: Orlando Terranova (BMW X3CC)
- Autos T1 Nafta: Lino Sisterna (Buggy)
- Autos T2: Alejandro Yacopini (Toyota Hilux)
- Moto: Pablo Rodríguez (Honda CRF 450)
- Cuadriciclos 4×2: Sergio Lafuente (Yamaha Raptor)
- Cuadriciclos 4×4: Daniel Mazzucco (Can Am Renegade 800)
- UTV: Omar Yoma (Polaris)[3]

### 2013
En 2013 los campeones fueron:
- Autos General: Alejandro Yacopini-Daniel Merlo (Toyota SW4)
- Autos T1 Diésel:  José Luis Locascio-Mauro Lípez
- Autos T1 Nafta: José González-Oscar Romero Pose (Toyota Hilux)
- Autos T2: Alejandro Yacopini-Daniel Merlo (Toyota SW4)
- Moto: Pablo Rodríguez
- Cuadriciclos 4×2: Sebastián Halpern (Yamaha Raptor)
- Cuadriciclos 4×4: Daniel Mazzucco (Can Am Renegade 800)[4]

### 2014
En 2014 los campeones fueron:
- Autos General: Juan Manuel Silva (Prototipo Colcar RT)[5]
- Autos T1 Diésel: Omar Gándara[5]
- Autos T1 Nafta: Juan Manuel Silva[5]
- Autos T2: Sebastián Guayasamín[5]
- Moto: Javier Pizzolito  (Honda CRF 450)[6]
- Cuadriciclos 4×2: Lucas Bonetto (Honda TRX 700)[7]
- Cuadriciclos 4×4: Daniel Mazzucco (Can Am Renegade)[8]

### 2015
- Autos General: Juan Manuel Silva
- Autos T1 Diésel: Conrado Martín
- Autos T1 Nafta: Juan Manuel Silva
- Autos T2:
- Moto: Javier Pizzolito
- Cuadriciclos 4×2: Lucas Bonetto (Honda TRX 700)
- Cuadriciclos 4×4: Daniel Mazzucco

### 2016
- Autos General: Jose Francisco Garcia [9]
- Autos T1: Jose Francisco Garcia
- Motos: Kevin Benavides
- Cuadriciclos 4x2: Jeremías González Ferioli
- Cuadriciclos 4x4: Pablo Novara

### 2017
Con nuevo formato, tuvo 2 fechas por el mismo torneo, el Desafío Ruta 40 dividas en fechas Norte y Sur recorriendo todo el país.
- Autos General: Jose Francisco Garcia
- Autos T1: Jose Francisco Garcia
- Autos T2: Orlando Terranova
- Motos: Kevin Benavides
- Cuadriciclos 4x2: Jeremías González Ferioli
- Cuadriciclos 4x4: Daniel Mazzucco

### 2018
- Autos General: Sebastian Halpern[11]
- Autos T1 Nafta: Sebastian Halpern
- Autos T1 Diésel: Omar Gandara
- Motos: Alberto Ontiveros
- Cuadriciclos 4x2: Enzo Silva
- Cuadriciclos 4x4: Nicolás Robledo

### 2019
- Autos General:
- Autos T1.1: Juan Cruz Yacopini